# Sipos Vilmos
Sipos Vilmos, Vilim Šipoš, Willy Sipos, (Wilhelmsburg, 1914. január 24. – Párizs, 1978) jugoszláv és magyar válogatott labdarúgó, csatár.

## Pályafutása
Az alsó-ausztriai Wilhelmsburgban született és a szerémségi Szávaszentdemeteren nőtt fel. A helyi Građanski csapatában kezdte a labdarúgást.

### Klubcsapatban
1930–31-ben a belgrádi SK Jugoslavija, 1932 és 1935 között a zágrábi HŠK Građanski, 1935–36-ban a svájci Young Boys, 1936–37-ben a francia FC Sète, 1937 és 1939 között ismét a HŠK Građanski, 1939 és 1972 között a román Rapid București labdarúgója volt. 1942 és 1946 között a Ferencváros játékosa volt, ahol két bajnoki ezüstérmet és magyarkupa-győzelmet szerzett a csapattal. A Fradiban 121 mérkőzésen szerepelt (99 bajnoki, 7 nemzetközi, 15 hazai díjmérkőzés) és 32 gólt szerzett (24 bajnoki, 8 egyéb). 1946 és 1950 között Olaszországban játszott. 1946–47-ben az FC Bologna, 1948–49-ben az US Grosseto, 1949–50-ben az FC Messina labdarúgója volt. Az aktív játéktól való visszavonulása után Párizsba költözött, ahol haláláig élt.

### A válogatottban
1934 és 1939 között 13 alkalommal szerepelt a jugoszláv válogatottban és egy gólt szerzett. 1945–46-ban két alkalommal a magyar válogatottban is pályára lépett.

## Sikerei, díjai
- Magyar bajnokság
  - 2.: 1943–44, 1945-tavasz
  - 3.: 1942–43
- Magyar kupa
  - győztes: 1943, 1944
- Román kupa
  - győztes: 1939, 1940, 1941, 1942

## Statisztika

### Mérkőzései a jugoszláv válogatottban
| Jugoszlávia | Jugoszlávia          | Jugoszlávia                            | Jugoszlávia   | Jugoszlávia | Jugoszlávia   | Jugoszlávia            | Jugoszlávia | Jugoszlávia |
| #           | Dátum                | Helyszín                               | Hazai         | Eredmény    | Vendég        | Kiírás                 | Gólok       | Esemény     |
| ----------- | -------------------- | -------------------------------------- | ------------- | ----------- | ------------- | ---------------------- | ----------- | ----------- |
| 1.          | 1934. március 18.    | Szófia, Stadion AS 23                  | Bulgária      | 1 – 2       | Jugoszlávia   | barátságos             | -           |             |
| 2.          | 1935. június 17.     | Szófia, Junak Stadion (BUL)            | Jugoszlávia   | 2 – 0       | Románia       | Balkán-kupa            | -           |             |
| 3.          | 1935. június 21.     | Szófia, Junak Stadion (BUL)            | Görögország   | 1 – 6       | Jugoszlávia   | Balkán-kupa            | -           |             |
| 4.          | 1935. június 24.     | Szófia, Junak Stadion                  | Bulgária      | 3 – 3       | Jugoszlávia   | Balkán-kupa            | -           |             |
| 5.          | 1938. április 3.     | Belgrád, BSK Stadion                   | Jugoszlávia   | 1 – 0       | Lengyelország | vb-selejtező           | -           |             |
| 6.          | 1938. május 8.       | Bukarest                               | Románia       | 0 – 1       | Jugoszlávia   | Eduard Benes kupa      | -           |             |
| 7.          | 1938. május 22.      | Genova, Luigi Ferraris Stadion         | Olaszország   | 4 – 0       | Jugoszlávia   | barátságos             | -           |             |
| 8.          | 1938. május 29.      | Brüsszel, Stade du Jubilé              | Belgium       | 2 – 2       | Jugoszlávia   | barátságos             | -           |             |
| 9.          | 1938. augusztus 28.  | Zágráb, Concordije Stadion             | Jugoszlávia   | 1 – 3       | Csehszlovákia | barátságos             | 1           | 56'         |
| 10.         | 1938. szeptember 6.  | Belgrád                                | Jugoszlávia   | 1 – 1       | Románia       | Eduard Benes kupa      | -           |             |
| 11.         | 1938. szeptember 25. | Varsó, Józef Piłsudski marsall Stadion | Lengyelország | 4 – 4       | Jugoszlávia   | barátságos             | -           |             |
| 12.         | 1939. február 26.    | Berlin, Olimpiai Stadion               | Németország   | 3 – 2       | Jugoszlávia   | barátságos             | -           |             |
| 13.         | 1939. május 7.       | Bukarest                               | Románia       | 1 – 0       | Jugoszlávia   | II. Károly király-kupa | -           |             |
|             | Összesen             |                                        |               | 13          | mérkőzés      |                        | 1           | gól         |

### Mérkőzései a magyar válogatottban
| Magyarország | Magyarország         | Magyarország              | Magyarország | Magyarország | Magyarország | Magyarország | Magyarország | Magyarország |
| #            | Dátum                | Helyszín                  | Hazai        | Eredmény     | Vendég       | Kiírás       | Gólok        | Esemény      |
| ------------ | -------------------- | ------------------------- | ------------ | ------------ | ------------ | ------------ | ------------ | ------------ |
| 1.           | 1945. szeptember 30. | Budapest, Üllői úti pálya | Magyarország | 7 – 2        | Románia      | barátságos   | -            |              |
| 2.           | 1946. április 14.    | Bécs, Práter stadion      | Ausztria     | 3 – 2        | Magyarország | barátságos   | -            |              |
|              | Összesen             |                           |              | 2            | mérkőzés     |              | 0            | gól          |